# Palau d'Exposicions de Belles Arts
El Palau d'Exposicions de Belles Arts fou un edifici de Jeroni Granell i Barrera construït el 1868 a la Gran Via de les Corts Catalanes de Barcelona, entre el Passeig de Gràcia i la Rambla de Catalunya. L'espai és actualment ocupat per l'hotel Avenida Palace.
Fou construït amb un permís de cinc anys i fou enderrocat el 1874.